# Geneva Seahawks
I Geneva Seahawks sono una squadra svizzera di football americano di Ginevra militante nel campionato svizzero e in NSFL, fondata il 27 agosto 1986.
Hanno vinto un titolo nazionale (1991) e 4 NSFL Bowl.

## Dettaglio stagioni

### Tackle football

#### Tornei nazionali

##### Campionato

###### Lega Nazionale A/Campionato SAFV
| Stagione | regular season | regular season | regular season | regular season | regular season | regular season | playoff | playoff | playoff | playoff | playoff | playoff     | playoff              |
|          | Vin            | Par            | Per            | Tot            | PF             | PS             | Vin     | Per     | Tot     | PF      | PS      | risultato   | avversaria           |
| -------- | -------------- | -------------- | -------------- | -------------- | -------------- | -------------- | ------- | ------- | ------- | ------- | ------- | ----------- | -------------------- |
| 1992     | 5              | 0              | 1              | 6              | 114            | 58             | 1       | 2       | 3       | 60      | 54      | Terzo posto | Zürich Bay Bandits   |
| 1993     | 2              | 0              | 6              | 8              | 79             | 147            | 0       | 2       | 2       | 12      | 54      | Playoff     | Zürich Falcons       |
| 1994     | 8              | 0              | 0              | 8              | 347            | 8              | 1       | 1       | 2       | 44      | 29      | Swiss Bowl  | Basilisk Meanmachine |
| 1995     | 7              | 0              | 1              | 8              | 268            | 51             | 3       | 1       | 4       | 151     | 64      | Swiss Bowl  | Bern Grizzlies       |
| 1996     | 7              | 0              | 1              | 8              | 275            | 74             | 1       | 1       | 2       | 25      | 28      | Swiss Bowl  | Bern Grizzlies       |
| 1997     | 1              | 0              | 3              | 4              | 30             | 106            | -       | -       | -       | -       | -       | -           | -                    |
| 2000     | 2              | 0              | 5              | 7              | 112            | 127            | 0       | 2       | 2       | 7       | 102     | Semifinale  | Zürich Renegades     |
| 2001     | 3              | 0              | 6              | 9              | 107            | 145            | -       | -       | -       | -       | -       | -           | -                    |
| 2003     | 0              | 1              | 8              | 9              | 0              | 400            | -       | -       | -       | -       | -       | -           | -                    |
| 2004     | 1              | 0              | 8              | 9              | 70             | 317            | -       | -       | -       | -       | -       | -           | -                    |
| 2009     | 0              | 0              | 8              | 8              | 19             | 411            | -       | -       | -       | -       | -       | -           | -                    |
| 2017     | 4              | 0              | 6              | 10             | 256            | 282            | -       | -       | -       | -       | -       | -           | -                    |
| 2018     | 5              | 0              | 4              | 9              | 285            | 244            | 1       | 1       | 2       | 33      | 58      | Swiss Bowl  | Calanda Broncos      |
| 2019     | 8              | 0              | 2              | 10             | 259            | 144            | 1       | 1       | 2       | 24      | 38      | Swiss Bowl  | Calanda Broncos      |
| 2021     | 5              | 0              | 3              | 8              | 246            | 147            | 0       | 1       | 1       | 16      | 21      | Semifinale  | Bern Grizzlies       |
| 2022     | 2              | 0              | 8              | 10             | 70             | 247            | -       | -       | -       | -       | -       | -           | -                    |
| 2023     | 5              | 0              | 5              | 10             | 187            | 191            | 0       | 1       | 1       | 3       | 35      | Semifinale  | Calanda Broncos      |
| 2024     | 5              | 0              | 5              | 10             | 207            | 179            | -       | -       | -       | -       | -       | -           | -                    |
| Totale   | 70             | 1              | 80             | 151            | 2931           | 3278           | 8       | 13      | 21      | 375     | 483     |             |                      |

Fonti: Enciclopedia del Football - A cura di Roberto Mezzetti; Sito storico SAFV

###### Lega Nazionale B/Lega B
| Stagione | regular season | regular season | regular season | regular season | regular season | regular season | playoff | playoff | playoff | playoff | playoff | playoff   | playoff           |
|          | Vin            | Par            | Per            | Tot            | PF             | PS             | Vin     | Per     | Tot     | PF      | PS      | risultato | avversaria        |
| -------- | -------------- | -------------- | -------------- | -------------- | -------------- | -------------- | ------- | ------- | ------- | ------- | ------- | --------- | ----------------- |
| 1998     | 7              | 0              | 2              | 9              | 251            | 115            | -       | -       | -       | -       | -       | -         | -                 |
| 1999     | 7              | 0              | 0              | 7              | 257            | 30             | 3       | 0       | 3       | 63      | 30      | Campioni  | Bern Grizzlies    |
| 2005     | 0              | 0              | 8              | 8              | 0              | 400            | -       | -       | -       | -       | -       | -         | -                 |
| 2006     | 3              | 0              | 5              | 8              | 100            | 215            | -       | -       | -       | -       | -       | -         | -                 |
| 2007     | 6              | 0              | 2              | 8              | 228            | 86             | 0       | 1       | 1       | 6       | 7       | Finalisti | Landquart Broncos |
| 2008     | 5              | 0              | 3              | 8              | 208            | 136            | 1       | 0       | 1       | 21      | 20      | Campioni  | Bienna Jets       |
| 2012     | 2              | 0              | 8              | 10             | 62             | 190            | -       | -       | -       | -       | -       | -         | -                 |
| 2013     | 7              | 0              | 1              | 8              | 188            | 82             | -       | -       | -       | -       | -       | -         | -                 |
| 2014     | 7              | 0              | 3              | 10             | 264            | 189            | -       | -       | -       | -       | -       | -         | -                 |
| 2015     | 6              | 0              | 2              | 8              | 316            | 122            | -       | -       | -       | -       | -       | -         | -                 |
| 2016     | 8              | 0              | 1              | 9              | 421            | 81             | 2       | 0       | 2       | 58      | 19      | Promossi  | Zürich Renegades  |
| Totale   | 58             | 0              | 35             | 93             | 2295           | 1646           | 6       | 1       | 7       | 148     | 76      |           |                   |

Fonte: Sito storico SAFV

###### Lega Nazionale C/Lega C
| Stagione | regular season | regular season | regular season | regular season | regular season | regular season | playoff | playoff | playoff | playoff | playoff | playoff   | playoff           |
|          | Vin            | Par            | Per            | Tot            | PF             | PS             | Vin     | Per     | Tot     | PF      | PS      | risultato | avversaria        |
| -------- | -------------- | -------------- | -------------- | -------------- | -------------- | -------------- | ------- | ------- | ------- | ------- | ------- | --------- | ----------------- |
| 2011     | 4              | 0              | 1              | 5              | 180            | 56             | 1       | 0       | 1       | 52      | 6       | Campioni  | Neuchâtel Knights |
| Totale   | 4              | 0              | 1              | 5              | 180            | 56             | 1       | 0       | 1       | 52      | 6       |           |                   |

Fonte: Sito storico SAFV

##### Campionati giovanili

###### Under-19/Juniorenliga
| Stagione | regular season | regular season | regular season | regular season | regular season | regular season | playoff | playoff | playoff | playoff | playoff | playoff     | playoff                 |
|          | Vin            | Par            | Per            | Tot            | PF             | PS             | Vin     | Per     | Tot     | PF      | PS      | risultato   | avversaria              |
| -------- | -------------- | -------------- | -------------- | -------------- | -------------- | -------------- | ------- | ------- | ------- | ------- | ------- | ----------- | ----------------------- |
| 1992     | 5              | 0              | 5              | 10             | 72             | 33             | 1       | 2       | 3       | 20      | 15      | Terzo posto | Basilisk Meanmachine    |
| 1993     | 4              | 0              | 3              | 7              | 82             | 60             | -       | -       | -       | -       | -       | -           | -                       |
| 1994     | 7              | 0              | 1              | 8              | 238            | 30             | 0       | 1       | 1       | 0       | 7       | Semifinale  | Zürich Falcons          |
| 1995     | 1              | 0              | 7              | 8              | 57             | 399            | -       | -       | -       | -       | -       | -           | -                       |
| 1996     | 1              | 0              | 7              | 8              | 102            | 342            | -       | -       | -       | -       | -       | -           | -                       |
| 1997     | 0              | 1              | 7              | 8              | 65             | 302            | -       | -       | -       | -       | -       | -           | -                       |
| 1999     | 1              | 0              | 3              | 4              | 58             | 113            | -       | -       | -       | -       | -       | -           | -                       |
| 2000     | 3              | 0              | 5              | 8              | 61             | 207            | -       | -       | -       | -       | -       | -           | -                       |
| 2001     | 2              | 1              | 6              | 9              | 85             | 209            | -       | -       | -       | -       | -       | -           | -                       |
| 2002     | 8              | 0              | 1              | 9              | 199            | 36             | 1       | 1       | 2       | 40      | 41      | Junior Bowl | Gladiators Beider Basel |
| 2003     | 0              | 0              | 9              | 9              | 30             | 361            | -       | -       | -       | -       | -       | -           | -                       |
| 2004     | 1              | 1              | 7              | 9              | 45             | 242            | -       | -       | -       | -       | -       | -           | -                       |
| 2005     | 5              | 0              | 1              | 6              | 212            | 20             | 2       | 0       | 2       | 53      | 34      | Campioni    | Winterthur Warriors     |
| 2006     | 8              | 0              | 8              | 8              | 400            | 20             | 2       | 0       | 2       | 59      | 34      | Campioni    | Gladiators Beider Basel |
| 2007     | 4              | 0              | 2              | 6              | 145            | 74             | 0       | 1       | 1       | 15      | 30      | Semifinale  | Gladiators Beider Basel |
| 2008     | 5              | 0              | 4              | 9              | 295            | 120            | -       | -       | -       | -       | -       | -           | -                       |
| 2009     | 4              | 0              | 4              | 8              | 170            | 151            | -       | -       | -       | -       | -       | -           | -                       |
| 2011     | 6              | 0              | 2              | 8              | 201            | 105            | -       | -       | -       | -       | -       | -           | -                       |
| 2012     | 7              | 0              | 2              | 9              | 285            | 73             | 0       | 1       | 1       | 18      | 32      | Semifinale  | Gladiators Beider Basel |
| Totale   | 72             | 3              | 84             | 159            | 2802           | 2897           | 6       | 6       | 12      | 205     | 193     |             |                         |

Fonte: Sito storico SAFV

###### Under-19 B
| Stagione | regular season | regular season | regular season | regular season | regular season | regular season | playoff | playoff | playoff | playoff | playoff | playoff    | playoff      |
|          | Vin            | Par            | Per            | Tot            | PF             | PS             | Vin     | Per     | Tot     | PF      | PS      | risultato  | avversaria   |
| -------- | -------------- | -------------- | -------------- | -------------- | -------------- | -------------- | ------- | ------- | ------- | ------- | ------- | ---------- | ------------ |
| 2013     | 5              | 0              | 3              | 8              | 268            | 102            | 0       | 1       | 1       | 12      | 14      | Semifinale | Luzern Lions |
| 2014     | 7              | 0              | 1              | 8              | 230            | 99             | 0       | 1       | 1       | 20      | 23      | Semifinale | Luzern Lions |
| 2015     | 8              | 0              | 0              | 8              | 261            | 65             | 2       | 0       | 2       | 47      | 21      | Campioni   | Thun Tigers  |
| 2016     | 3              | 0              | 4              | 7              | 153            | 137            | -       | -       | -       | -       | -       | -          | -            |
| Totale   | 23             | 0              | 8              | 31             | 912            | 403            | 2       | 2       | 4       | 79      | 58      |            |              |

Fonte: Sito storico SAFV

###### Under-16
| Stagione | regular season | regular season | regular season | regular season | regular season | regular season | playoff | playoff | playoff | playoff | playoff | playoff   | playoff    |
|          | Vin            | Par            | Per            | Tot            | PF             | PS             | Vin     | Per     | Tot     | PF      | PS      | risultato | avversaria |
| -------- | -------------- | -------------- | -------------- | -------------- | -------------- | -------------- | ------- | ------- | ------- | ------- | ------- | --------- | ---------- |
| 2016     | 2              | 0              | 4              | 6              | 113            | 117            | -       | -       | -       | -       | -       | -         | -          |
| Totale   | 2              | 0              | 4              | 6              | 113            | 117            | -       | -       | -       | -       | -       |           |            |

Fonte: Sito storico SAFV

#### Tornei locali

##### NSFL

###### NSFL Tackle Élite
| Stagione | regular season | regular season | regular season | regular season | regular season | regular season | playoff | playoff | playoff | playoff | playoff | playoff      | playoff             |
|          | Vin            | Par            | Per            | Tot            | PF             | PS             | Vin     | Per     | Tot     | PF      | PS      | risultato    | avversaria          |
| -------- | -------------- | -------------- | -------------- | -------------- | -------------- | -------------- | ------- | ------- | ------- | ------- | ------- | ------------ | ------------------- |
| 2009     | 5              | 1              | 2              | 8              | 210            | 51             | 0       | 2       | 2       | 0       | 28      | Quarto posto | Fribourg Cardinals  |
| 2010     | 6              | 0              | 0              | 6              | 200            | 50             | 1       | 1       | 2       | 26      | 15      | NSFL Bowl    | Riviera Saints      |
| 2011     | 7              | 1              | 0              | 8              | 213            | 32             | 2       | 0       | 2       | 18      | 8       | Campioni     | Lausanne LUCAF Owls |
| 2012     | 6              | 1              | 2              | 9              | 219            | 64             | 2       | 0       | 2       | 55      | 23      | Campioni     | Fribourg Cardinals  |
| 2013     | 7              | 0              | 0              | 7              | 378            | 23             | 1       | 0       | 1       | 32      | 11      | Campioni     | Riviera Saints      |
| 2014     | 7              | 0              | 0              | 7              | 232            | 30             | 2       | 0       | 2       | 54      | 12      | Campioni     | Lausanne LUCAF Owls |
| 2015     | 8              | 0              | 0              | 8              | 288            | 47             | 1       | 1       | 2       | 34      | 21      | NSFL Bowl    | Geneva Whoppers     |
| 2016     | 2              | 0              | 3              | 5              | 58             | 101            | -       | -       | -       | -       | -       | -            |                     |
| Totale   | 48             | 3              | 7              | 58             | 1798           | 398            | 9       | 4       | 13      | 219     | 118     |              |                     |

Fonte: Sito storico SAFV

### Flag football

#### Tornei nazionali

##### Campionati giovanili

###### Under-16
| Stagione | regular season | regular season | regular season | regular season | regular season | regular season | playoff | playoff | playoff | playoff | playoff | playoff   | playoff           |
|          | Vin            | Par            | Per            | Tot            | PF             | PS             | Vin     | Per     | Tot     | PF      | PS      | risultato | avversaria        |
| -------- | -------------- | -------------- | -------------- | -------------- | -------------- | -------------- | ------- | ------- | ------- | ------- | ------- | --------- | ----------------- |
| 2009     | -              | -              | -              | -              | -              | -              | -       | -       | -       | -       | -       | -         | -                 |
| 2010     | -              | -              | -              | -              | -              | -              | 1       | 1       | 2       | 51      | 68      | Finale    | Rafz Bulldogs     |
| 2011     | 12             | 0              | 0              | 12             | 612            | 109            | 2       | 0       | 2       | 94      | 27      | Campioni  | Rafz Bulldogs     |
| 2012     | 11             | 1              | 0              | 12             | 598            | 175            | 2       | 0       | 2       | 90      | 0       | Campioni  | Geneva Seahawks 2 |
| 2012     | 6              | 0              | 6              | 12             | 425            | 274            | 1       | 1       | 2       | 66      | 26      | Finale    | Geneva Seahawks 1 |
| 2013     | 12             | 0              | 0              | 12             | 562            | 53             | ?       | ?       | ?       | ?       | ?       | ?         | ?                 |
| 2014     | 10             | 0              | 2              | 12             | 551            | 122            | 1       | 0       | 1       | 34      | 12      | Campioni  | Zürich Renegades  |
| 2014     | 0              | 0              | 12             | 12             | 0              | 600            | -       | -       | -       | -       | -       | -         | -                 |
| 2015     | 9              | 0              | 0              | 9              | 408            | 97             | 2       | 0       | 2       | 78      | 25      | Campioni  | Zürich Renegades  |
| 2016     |                |                |                |                |                |                |         |         |         |         |         |           |                   |
| 2016     |                |                |                |                |                |                |         |         |         |         |         |           |                   |
| Totale   | 60             | 1              | 20             | 81             | 3156           | 1430           | 9+?     | 2+?     | 11+?    | 413+?   | 158+?   |           |                   |

Fonte: Sito storico SAFV

###### Under-15
| Stagione | regular season | regular season | regular season | regular season | regular season | regular season | playoff | playoff | playoff | playoff | playoff | playoff    | playoff             |
|          | Vin            | Par            | Per            | Tot            | PF             | PS             | Vin     | Per     | Tot     | PF      | PS      | risultato  | avversaria          |
| -------- | -------------- | -------------- | -------------- | -------------- | -------------- | -------------- | ------- | ------- | ------- | ------- | ------- | ---------- | ------------------- |
| 2007     | 6              | 0              | 6              | 12             | 254            | 262            | 0       | 1       | 1       | 15      | 18      | Semifinale | Calanda Broncos     |
| 2008     | 8              | 0              | 1              | 9              | 341            | 126            | 2       | 0       | 2       | 78      | 20      | Campioni   | Winterthur Warriors |
| 2009     | 7              | 0              | 1              | 8              | 338            | 128            | 1       | 1       | 2       | 96      | 76      | Finale     | Rafz Bulldogs       |
| Totale   | 21             | 0              | 8              | 29             | 933            | 516            | 2       | 2       | 4       | 189     | 114     |            |                     |

Fonte: Sito storico SAFV

###### Under-13
| Stagione | regular season | regular season | regular season | regular season | regular season | regular season | playoff | playoff | playoff | playoff | playoff | playoff   | playoff                            |
|          | Vin            | Par            | Per            | Tot            | PF             | PS             | Vin     | Per     | Tot     | PF      | PS      | risultato | avversaria                         |
| -------- | -------------- | -------------- | -------------- | -------------- | -------------- | -------------- | ------- | ------- | ------- | ------- | ------- | --------- | ---------------------------------- |
| 2008     | 6              | 0              | 2              | 8              | 245            | 74             | 1       | 1       | 2       | 42      | 36      | Finale    | Gladiators Beider Basel Flagiators |
| 2009     | 5              | 0              | 3              | 8              | 246            | 110            | 1       | 1       | 2       | 63      | 18      | Finale    | Rafz Bulldogs                      |
| 2010     | 3              | 0              | 5              | 8              | 215            | 216            | 1       | 1       | 2       | 64      | 53      | Finale    | Rafz Bulldogs                      |
| 2011     | 12             | 0              | 0              | 12             | 572            | 19             | 1       | 0       | 1       | 42      | 6       | Campioni  | Rafz Bulldogs                      |
| 2012     | 6              | 0              | 3              | 9              | 282            | 188            | 0       | 1       | 1       | 20      | 26      | Finale    | Rafz Bulldogs                      |
| 2013     | 5              | 0              | 3              | 8              | 295            | 98             | ?       | ?       | ?       | ?       | ?       | ?         | ?                                  |
| 2014     | 8              | 0              | 0              | 8              | 301            | 61             | 1       | 1       | 2       | 61      | 13      | Finale    | Calanda Broncos                    |
| 2015     | 10             | 0              | 0              | 10             | 441            | 63             | 2       | 0       | 2       | 79      | 6       | Campioni  | Calanda Broncos                    |
| 2016     |                |                |                |                |                |                |         |         |         |         |         |           |                                    |
| Totale   | 55             | 0              | 16             | 71             | 2597           | 829            | 7+?     | 5+?     | 12+?    | 371+?   | 158+?   |           |                                    |

Fonte: Sito storico SAFV

### Riepilogo fasi finali disputate
| Anno                | Luogo                 | Evento            | Fase del torneo       | Incontro                               | Risultato      |
| 28 giugno 1992      |                       | Lega Nazionale A  | Finale 3º - 4º posto  | Geneva Seahawks - Zürich Bay Bandits   | 39 - 6         |
| 26 settembre 1993   |                       | Lega Nazionale A  | Secondo turno playoff | Zürich Falcons - Geneva Seahawks       | 24 - 6         |
| 1º ottobre 1994     |                       | Lega Nazionale A  | Swiss Bowl            | Geneva Seahawks - Basilisk Meanmachine | 6 - 29         |
| 23 settembre 1995   | Zurigo                | Lega Nazionale A  | Swiss Bowl            | Bern Grizzlies - Geneva Seahawks       | 29 - 21        |
| 13 luglio 1996      | Zurigo                | Lega Nazionale A  | Swiss Bowl            | Bern Grizzlies - Geneva Seahawks       | 21 - 12        |
| 12 settembre 1999   |                       | Lega Nazionale B  | Finale                | Geneva Seahawks - Bern Grizzlies       | 17 - 16        |
| 3-10 settembre 2000 |                       | Lega Nazionale A  | Semifinale            | Zürich Renegades - Geneva Seahawks     | 56 - 0, 46 - 7 |
| 8 luglio 2007       |                       | Lega B            | Finale                | Landquart Broncos - Geneva Seahawks    | 7 - 6          |
| 5 luglio 2008       |                       | Lega B            | Finale                | Bienna Jets - Geneva Seahawks          | 20 - 21        |
| 8 novembre 2009     | Chavannes-près-Renens | NSFL Tackle Élite | Finale 3º - 4º posto  | Fribourg Cardinals - Geneva Seahawks   | 2 - 0          |
| 14 novembre 2010    | Chavannes-près-Renens | NSFL Tackle Élite | NSFL Bowl             | Riviera Saints - Geneva Seahawks       | 12 - 7         |
| 3 luglio 2011       |                       | Lega C            | Finale                | Geneva Seahawks - Neuchâtel Knights    | 52 - 6         |
| 13 novembre 2011    | Losanna               | NSFL Tackle Élite | NSFL Bowl             | Lausanne LUCAF Owls - Geneva Seahawks  | 8 - 12         |
| 11 novembre 2012    | Losanna               | NSFL Tackle Élite | NSFL Bowl             | Geneva Seahawks - Fribourg Cardinals   | 14 - 7         |
| 10 novembre 2013    | Thonon-les-Bains      | NSFL Tackle Élite | NSFL Bowl             | Riviera Saints - Geneva Seahawks       | 11 - 32        |
| 2 novembre 2014     | Ginevra               | NSFL Tackle Élite | NSFL Bowl             | Geneva Seahawks - Lausanne LUCAF Owls  | 20 - 0         |
| 8 novembre 2015     | Yverdon-les-Bains     | NSFL Tackle Élite | NSFL Bowl             | Geneva Whoppers - Geneva Seahawks      | 14 - 6         |
| 3 luglio 2016       | Ginevra               | Lega B            | Spareggio promozione  | Geneva Seahawks - Zürich Renegades     | 37 - 7         |
| 7 luglio 2018       | Berna                 | Lega Nazionale A  | Swiss Bowl            | Calanda Broncos - Geneva Seahawks      | 44 - 12        |
| 13 luglio 2019      | Coira                 | Lega Nazionale A  | Swiss Bowl            | Calanda Broncos - Geneva Seahawks      | 31 - 0         |
| 26 settembre 2021   |                       | Lega Nazionale A  | Semifinale            | Bern Grizzlies - Geneva Seahawks       | 21 - 16        |
| 8 luglio 2023       |                       | Lega Nazionale A  | Semifinale            | Calanda Broncos - Geneva Seahawks      | 35 - 3         |

## Palmarès
- 1 Swissbowl (1991)
- 3 Lega B (1999, 2008, 2013)
- 1 Lega C (2011)
- 2 Junior Bowl (2005, 2006)
- 1 Junior Bowl B (2015)
- 4 Flagliga Under-16 (2011, 2012, 2014, 2015)
- 1 Flagliga Under-15 (2008)
- 2 Flagliga Under-13 (2011, 2015)
- 4 NSFL Bowl Tackle Élite (2011, 2012, 2013, 2014)
- 4 NSFL Flag Bowl Junior (2012, 2013, 2014, 2015)
- 1 NSFL Flag Bowl Poussin (2015)